# かつて愛した女性へ
「かつて愛した女性へ」 (To all the girls I've loved before) は、アルバート・ハモンドが1975年に発表した楽曲。フリオ・イグレシアス・アンド・ウィリー・ネルソン盤が1984年全米5位、カントリー・チャートでは第1位、アダルト・コンテンポラリー・チャートでも3位を記録した。英詩はハル・デヴィッド。

## 解説
ウィリー・ネルソンは1984年の時点で20人のアーティストとのデュエット録音を残していた。ある日、偶然ラジオから聞こえたフリオ・イグレシアスの歌声に興味を持ち、できればデュエット録音との希望をもった。イグレシアスはそれを聞き、オースティンのスタジオを訪ねネルソンと面会した。当時フリオのレコード制作を担当していたアルバート・ハモンドが自作の"To all the girls I've loved before"（もともとはフランク・シナトラ用にとこの作品を1975年に書いたが実現せず）の録音をすすめ,この曲を気にいったフリオ・イグレシアスとウィリー・ネルソンとの異色のデュエットが実現した。この作品に限りリチャード・ペリーが制作し予想以上の大ヒットを記録しCMA(Country Music Association)は二人のデュエットをVocal Duo of the yearに選出した。この曲を中心としたアルバム”1100 bell air place"は初めて全曲英語で歌い、アルバム・チャートで５位まで上昇しプラチナ・ディスクを獲得、1984年9月にはアメリカで未発売であった旧作もリリースされ同時に5枚のアルバムをチャート・インさせた。イグレシアスは続いてダイアナ・ロスとのデュエット曲"All of you"も全米19位を記録した。

## 主要なカヴァー
- アルバート・ハモンド"99 miles from LA"（1975）
- ボビー・ヴィントン"Encore"（1979）
- エンゲルベルト・フンパーディンク(1984)[5]

## 日本人のカヴァー
- 伊東ゆかり CD「あなたのわたし」（2005）に収録　邦題：「愛したすべての彼たちへ」訳詞：山川啓介